# Una maschera per il Generale
Una maschera per il Generale (titolo originale A Mask for the General) è un romanzo di fantascienza del 1987 di Lisa Goldstein.
Il romanzo è stato selezionato tra i finalisti del Premio Arthur C. Clarke del 1990.

## Trama
Nell'anno 2012, dopo che un virus ha determinato il collasso del sistema informatico degli Stati Uniti, il generale Otis Gleason ha preso il potere per salvare la nazione. 
Nove anni dopo il paese continua ad arrancare: mancano i computer e la tecnologia avanzata, il cibo è razionato e la polizia esercita un ferreo controllo sui movimenti di resistenza alla dittatura del Generale. Il Generale intanto è in trattativa col Giappone, il leader tecnologico mondiale, per ricevere il supporto necessario a ricreare la struttura informatica degli Stati Uniti.
In California i dissidenti indossano delle maschere di animali e sono raggruppati nelle cosiddette tribù, ciascuna delle quali adotta come riferimento un animale-simbolo; uno dei principali gruppi di dissidenti si trova a Berkeley e ha come guida Layla, una delle più brave mascheraie degli Stati Uniti. I dissidenti sono puniti e rinchiusi in campi di rieducazione, che ufficialmente vengono definiti ospedali psichiatrici.
Per dare una svolta alla propria vita, la diciassettenne Mary ha lasciato il padre a Stockton e si è trasferita a Berkeley, dove lavora come commessa in un negozio di verdure. In città Mary entra in contatto col gruppo di Layla, che promette di creare una maschera che raffiguri l'animale che rappresenta l'anima della ragazza. Il gruppo di Layla ogni venerdì sera prima del coprifuoco si riunisce in casa di Mark per discutere della situazione del paese ed ascoltare la radio clandestina, l'unico modo per essere informati delle notizie censurate. Una delle ultime notizie è che il Generale ha deciso di mettere fuorilegge l'uso delle maschere.
Il rapporto fra Mary e Layla si rafforza col passare del tempo, e la mascheraia offre alla ragazza la possibilità di essere la sua apprendista ed imparare così l'arte della costruzione delle maschere. Purtroppo la ragazza scopre presto che l'apprendistato passa attraverso uno stato di trance che può essere pericoloso per lei, dato che è sofferente di epilessia ed è molto difficile e costoso trovare le pillole al mercato nero di San Francisco. 
Intanto Layla, durante uno dei suoi stati di trance, scopre che deve costruire una maschera di corvo per il Generale, di modo che anche lui possa scoprire la sua vera anima.

## Edizioni
- Lisa Goldstein, Una maschera per il Generale, traduzione di Gaetano Staffilano, collana Urania (Speciale) n. 1077, Mondadori, 1988,  p. 176.